# Utflyktsvägen

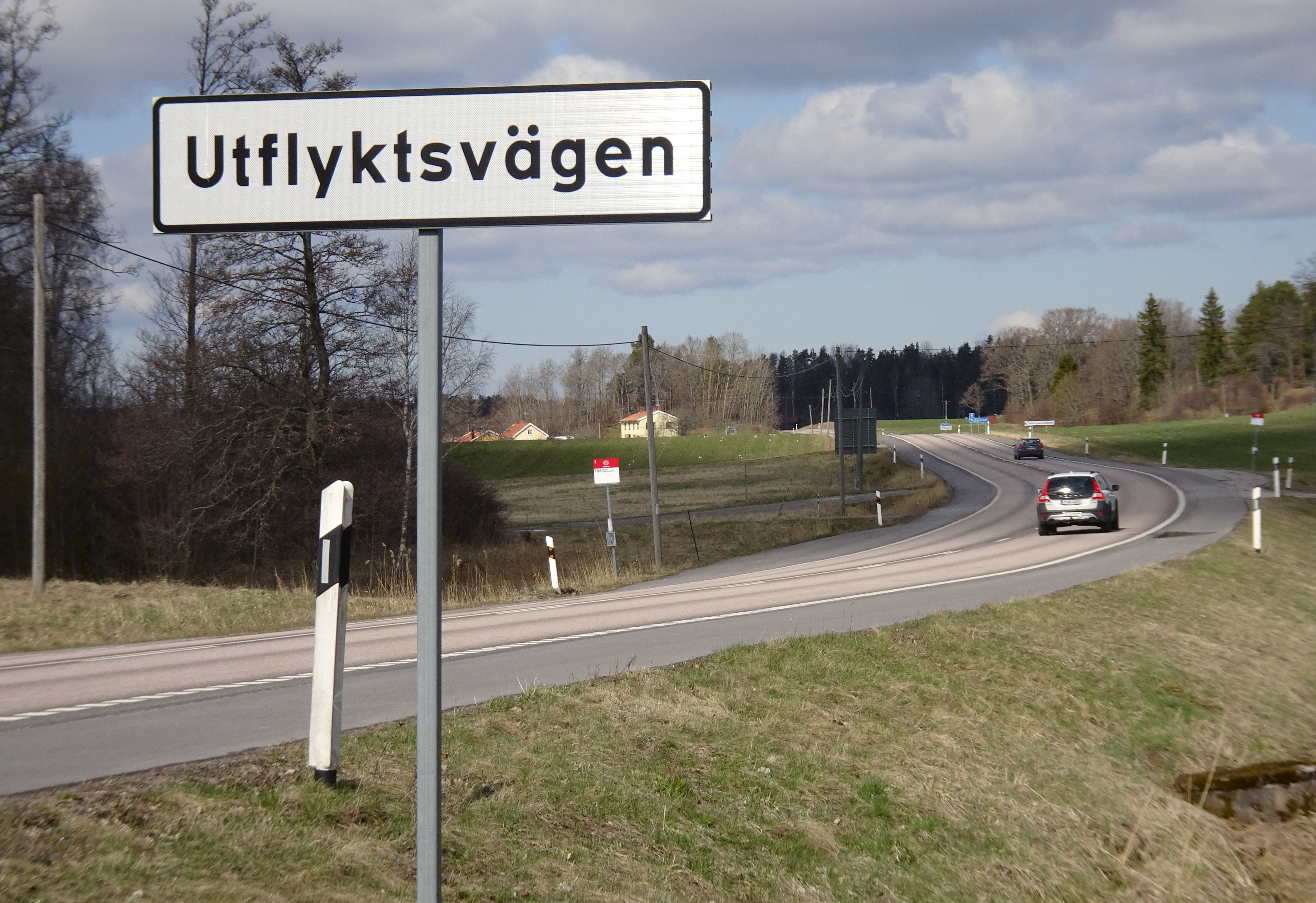
Utflyktsvägen i Södertälje kommun nära Hölö kyrka, vy mot norr (Länsväg AB 525)

Kartskiss över Utflyktsvägens sträckning.

Utflyktsvägen är ett samarbetsprojekt mellan fem kustkommuner (Södertälje, Trosa, Nyköping, Oxelösund, Norrköping) samt myndigheten Trafikverket och projektgruppen Gröna Kusten. Samarbetsprojektet utgörs främst av en vägsträcka mellan Södertälje och Norrköping som går mellan Södermanland och Östergötland genom ett geografiskt område som inofficiellt benämns Gröna Kusten..

## Allmänt

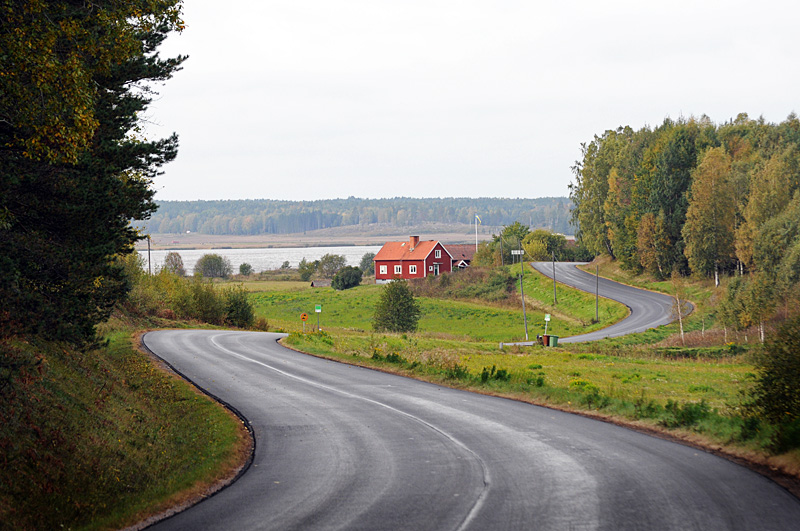
Utflyktsvägen vid V Djupvik mellan Nyköping och Trosa

Vägen utgör ett mer turistvänligt alternativ till motorvägen E4 och längs vägen ligger ett flertal, mer eller mindre kända utflyktsmål. Bland de mer kända finns till exempel Torekällberget, Tullgarns slott, Trosa, Nynäs slott, Kolmårdens djurpark, Nyköpingshus och Nynäs naturreservat. Vägen skyltas Utflyktsvägen i hela sin sträckning.

## Sträckning
Utflyktsvägen börjar i Södertälje och följer sedan Länsväg AB 525 mot Vagnhärad där den ansluter till Länsväg 218 mot Trosa. Från Trosa fortsätter den sedan längs med Länsväg 219 via Studsvik till Nyköping och förbi Nyköpingshus. Från Nyköping går sträckan ut på Riksväg 53 en kortare sträcka för att sedan svänga av och fortsätta mot Buskhyttan och Nävekvarn och in i Östergötland där den följer Bråvikens kustremsa till Krokek och Getå för att avslutas i Norrköping.

## Vägstandard
Vägarnas standard varierar längs med sträckan. Läns- och riksvägarna har tillfredsställande standard medan sträckan längs med Bråviken är smal, kuperad och kurvig, delvis med grus. Mellan Nävekvarn och Buskhyttan är det enbart grusväg. Alternativa sträckor finns dock för de som vill undvika grusväg.